# 〆野潤子
〆野 潤子（しめの じゅんこ、1979年6月12日 - ）は、日本の女性声優。賢プロダクション所属。大阪府岸和田市出身。賢プロダクション所属の声優による絵本の読み聞かせをする「けんけんぱーく」のメンバーである。8Dこども教室創設講師、一般社団法人アルバ・エデュ認定講師、Speak up!認定出前授業講師。8Dこども教室創設講師では大橋 潤子（おおはし じゅんこ）名義。

## 略歴
スクールデュオ5期生。
幼少期にはピアノ、体操、エレクトーン、フィギュアスケート、水泳、習字、絵画など数多くの習い事を経験。高校時代には映画館で字幕朗読のボランティアをする。大学時代は人形劇部を立ち上げ活動。
幼稚園教諭、テーマパーク勤務、サメ退治上後に声優になるために上京。声優の稽古に励みながらも、声のない世界を学びたくなりパントマイムの舞台に立つ。

## 人物
特技はピアノ、パントマイム、子どもと遊ぶこと、大阪弁。趣味は数秘鑑定、ドッジボール、対話、イラスト、心理学、量子力学、ヨガ。免許・資格は幼稚園教諭2種免許、保育士、コグトレ上級トレーナー、メンタルケアカウンセラー、メンタルケア心理士、数秘セラピスト、夢実現セラピスト。
二児の母親。

## 出演

### テレビアニメ
2005年
- MÄR-メルヘヴン-（男の子）
- ふしぎ星の☆ふたご姫（2005年 - 2006年、エレナ、薬草係、町の人、幼いブライト、女の子） - 2シリーズ
- こてんこてんこ（白菜、村の子供A〈男の子〉）
- かりん（女子）

2006年
- ガンパレード・オーケストラ 青の章（千寿）
- 格闘美神 武龍 REBIRTH（女の子）
- 武装錬金（書記）
- ケモノヅメ

2007年
- MAJOR 3rd season（女生徒）
- 少年陰陽師（忠基）
- 機神大戦ギガンティック・フォーミュラ（瑠璃門留奈、レオーネ・トラサルディ）
- それいけ!アンパンマン（2007年 - 、ネコ美、はくさいくん〈3代目〉）
- D.Gray-man（アン）
- Over Drive（観客、女生徒）

2008年
- クラス・オブ・ミュージック!（マディソン）
- ネオ アンジェリーク Abyss（女性）
- クレヨンしんちゃん（2008年 - 2012年、カナ、女子園児A）
- アリソンとリリア（子供達）
- To LOVEる -とらぶる-（レポーター、バスのアナウンス）
- ef - a tale of melodies.（火村茜）
- かんなぎ（ロッキー）
- 夜桜四重奏 〜ヨザクラカルテット〜（女子生徒）

2009年
- 黒神 The Animation（子供、キャビンアテンダント、女性）
- 夏のあらし!（女生徒A）
- 大正野球娘。（生徒）
- スキップ・ビート!（エキストラ）
- ミチコとハッチン（インタビュアー）

2010年
- 黒執事II（少年A）
- テガミバチ REVERSE（看護師）
- 百花繚乱 サムライガールズ（上級生B）

2011年
- IS 〈インフィニット・ストラトス〉（2011年 - 2013年、谷本癒子） - 2シリーズ
- スイートプリキュア♪（男の子、少年、子ども）
- ダンボール戦機（受付嬢、マスターキングの母）

2012年
- リトル・チャロ〜東北編〜（ツクシ）

2013年
- ステラ女学院高等科C3部（ちさと）

2021年
- ポケットモンスター（レジーナ母）

### 劇場アニメ
- おぢいさんのランプ（2011年、ちさと）

### OVA
- 茄子 スーツケースの渡り鳥（2007年）

### Webアニメ
- Candy boy（2008年、生徒A）

### ゲーム
- 幻想水滸伝IV（2004年、アグネス）
- 十次元立方体サイファー 〜ゲーム・オブ・サバイバル〜（2004年、大黒香菜）
- アークライズファンタジア（2009年、シエル）
- ルミナスアーク3 アイズ（2009年、クロエ）
- Wizardry Online（2011年、女性ボイス10,11,12）
- マクロストライアングルフロンティア（2011年、主人公〈女C〉）
- ファイナルファンタジーXIII-2（2011年）
- GRAVITY DAZE/重力的眩暈:上層への帰還において彼女の内宇宙に生じた摂動（2012年、アキ、エコル）
- SOUL SACRIFICE（2013年、リブロム）
- GRAVITY DAZE 2/重力的眩暈完結編:上層への帰還の果て、彼女の内宇宙に収斂した選択（2017年、アキ、エコル）
- ファイナルファンタジーVII リバース（2024年）

### ドラマCD
- コーセルテルの竜術士物語（ジェン）
- 執事様のお気に入り 3（女子生徒達）
- ナイトウィザード（ジーン）

### BLCD
- オトナ経験値（夢二の姉）
- STEAL! 1st.mission（女友達）
- 法医学者と刑事の相性（近江淳子）
- 夢を見るヒマもない（田島）

### ラジオドラマ
- VOMIC
  - 悪魔とラブソング（女子B）

### 吹き替え

#### 映画
- 一枚のめぐり逢い（ベン・グリーン〈ライリー・トーマス・スチュワート〉）
- ウォーク・ハード ロックへの階段（デュードロップ）
- 運命のボタン（デイナ）
- トレマーズ ブラッドライン（アマーレ）
- なつかしの庭（ウンギョル）
- HATCHET/ハチェット（ジェナ）
- ハリー・ポッターと不死鳥の騎士団
- ピザボーイ 史上最凶のご注文（ケイト）
- ワナオトコ（シンディ）

#### ドラマ
- 風の国（ナムジョ）
- 逆転の女王（ソ・ユギョン）
- 救命医ハンク セレブ診療ファイル（マディソン）
- glee/グリー（ティナ・コーエン＝チャン〈ジェナ・アウシュコウィッツ〉）
- CSI:ニューヨーク6
- 少林寺伝奇（恵空）
- シンデレラのお姉さん（ク・ジュンス）
- 製パン王 キム・タック
- 太王四神記（巫女神官）
- CHUCK/チャック（アンナ・ウー）
- デスパレートな妻たち6
- ナイトライダーNEXT（アニー・オーティーズ）
- ホテル・バビロン
- 魔術師 MERLIN（ヴィヴィアン王女）
- メリは外泊中
- メン アンド レジェンド（ウィン・ワー）
- メンタリスト（男子生徒1）
- ラスト・スキャンダル（ジミン）
- リスナー 心を読む青い瞳（トビー少年時代）

#### アニメ
- ウェイン&ラニー クリスマスを守れ!
- オープン・シーズン3 森の仲間とゆかいなサーカス（ジゼリータ）
- きんきゅうしゅつどう隊 OSO
- クラス・オブ・ミュージック!（マディソン）
- ルーニー・テューンズ・ショー（サロン受付、会社受付、パム）

### ボイスオーバー
- ディスカバリーチャンネル
- ドクターアリスが教える 長寿の秘密
- マーサ・スチュワート

### テレビドラマ
- アタシんちの男子

### パチンコ・パチスロ
- 麻雀物語〜麗しのテンパイ乙女〜（アカネ）
- 麻雀物語3〜役満乱舞の究極大戦〜（アカネ、神楽 詩音、ドロシー・ジェファーソン）

### オーディオブック
- 文庫版 ダ・ヴィンチ・コード 上中下巻（荻野晴朗との共作）
- 文庫版 天使と悪魔 上中下巻（荻野晴朗との共作）
- 新装版 ロードス島戦記 全7巻（高橋研二との共作）
- オリジン 上下巻（荻野晴朗との共作）

### ラジオCM
- 関東マツダ デミオ
- 箱根マラソン日本大学
- マッチポイント

### 舞台
- I（パントマイム&ダンス・SOUKI）
- deep impact
- diotic　Creature
- Mirror MIRAGE
- 宮沢賢治の世界
- Judas
- わが町（朗読劇）

### その他コンテンツ
- ヤマハ音楽教室DVD（ナップル）

### シリーズ一覧
1. ↑  第1期（2005年 - 2006年）、第2期『Gyu!』（2006年）
2. ↑  第1期（2011年）、第2期『2』（2013年）